# 赤旗まつり
赤旗まつり（あかはたまつり）とは、日本共産党が主催する一般向けの催事。
1. 日本共産党の中央機関が主催する催事
2. 日本共産党の地方機関が主催する催事 - 当該地名を冠する事が多い。

本項では1について詳述する。
赤旗まつり（あかはたまつり）とは、1959年に始まった日本共産党中央委員会赤旗まつり実行委員会が主催する一般向けの政治・社会・文化系の複合型催事である。近年は東京都江東区夢の島にある夢の島公園にて数年に一度、11月3日（文化の日）の前後2 - 3日間に開催された。

## 概要
近年は日本共産党幹部による講演・有名人との対談を筆頭に音楽家・歌手の野外コンサートや落語を目玉行事に据え、同党や社会運動の集会・展示会、囲碁・将棋・うたごえ・フットサル・アーチェリーなど文化・スポーツ関係の行事に数多くの物産展・著者サイン会などを加えた大規模催事。共産党による主題を持ち、共産党と市民との接点を基調としながらもごく一般向けの催事であり、各プレイガイドでも入場券を取り扱って対象を幅広くした。
特にベテラン有名歌手の出演は通例化しており、一般的なコンサートと比べても安価であることもあって有名人目当ての一般参加者も多かった。物産展は各地・少数民族さらには外国の料理・民芸品・特産物など様々な模擬店が出店し、屋外見本市・展示即売会の様相を呈している。イワナの塩焼き（串焼き料理）が特に有名で、同まつりの象徴的な提供食品となっている。党本部からも出店した。
一方、各都県ごとの小集会などの党内的な行事も会場内の一部を使用して行っていたり、SNS等のオフ会が行われることもあり、様々な側面がある。会場内では、係員まで配置してゴミの分別収集を徹底させた。
最寄駅と会場の間の道路は歩行者で混雑し、交通整理がなされる。各地の党後援会が仕立てた貸切バスで参加する人も多く、終了時刻前には多数のバスが連なって停車している様子が見られた。第41回（2014年）では実に618台のバスが動員された。また会場近くでは、反共を掲げる街宣右翼が街宣車から軍歌や君が代を大音量で流し、「日共粉砕」を叫ぶ抗議活動が展開される場合があった。その教条ぶりが参加する演芸関係者からの絶好のいじりの対象となった。

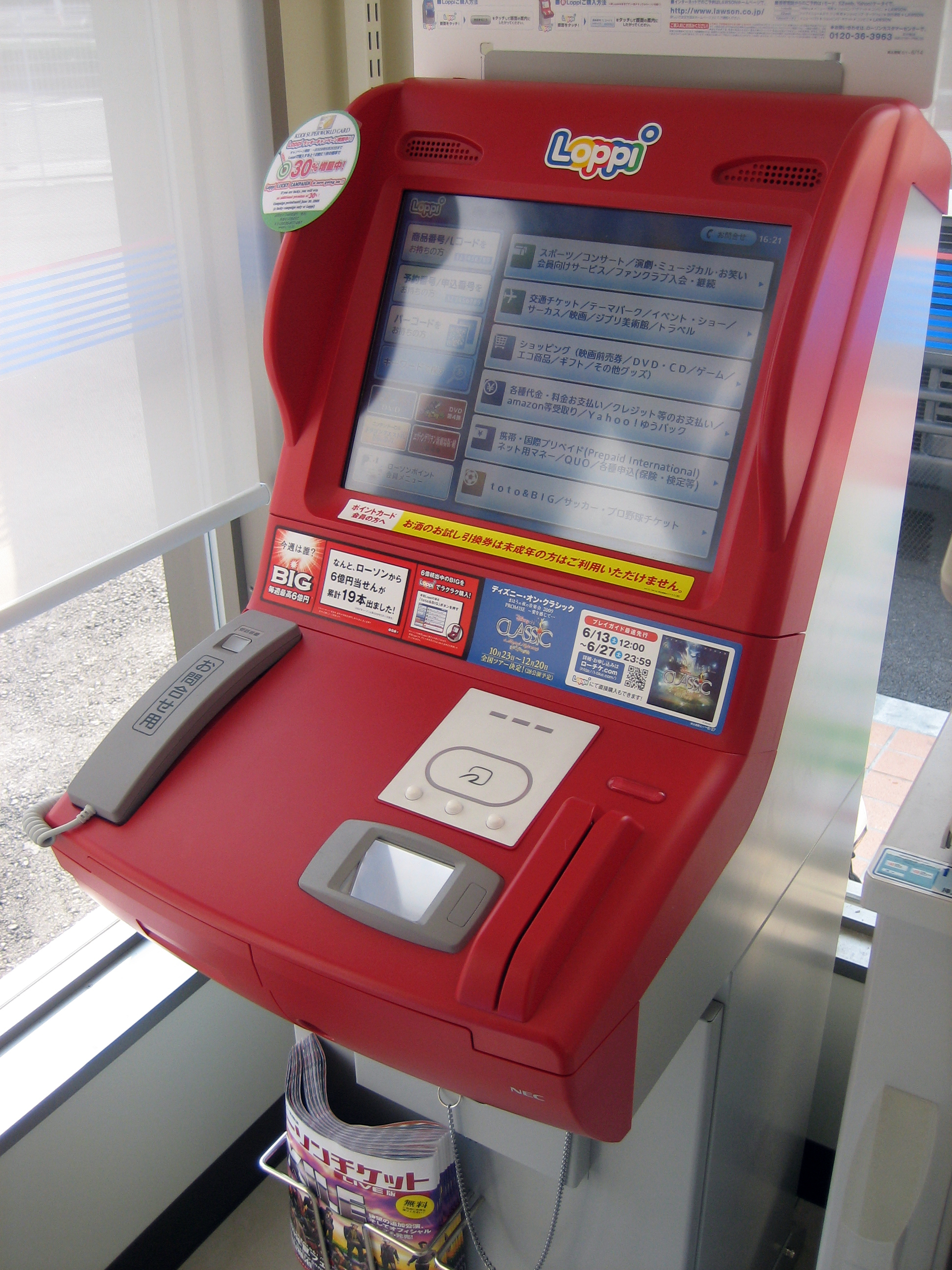
入場券は一般向けに売り出された（発券手続きができるオンライン端末の例）
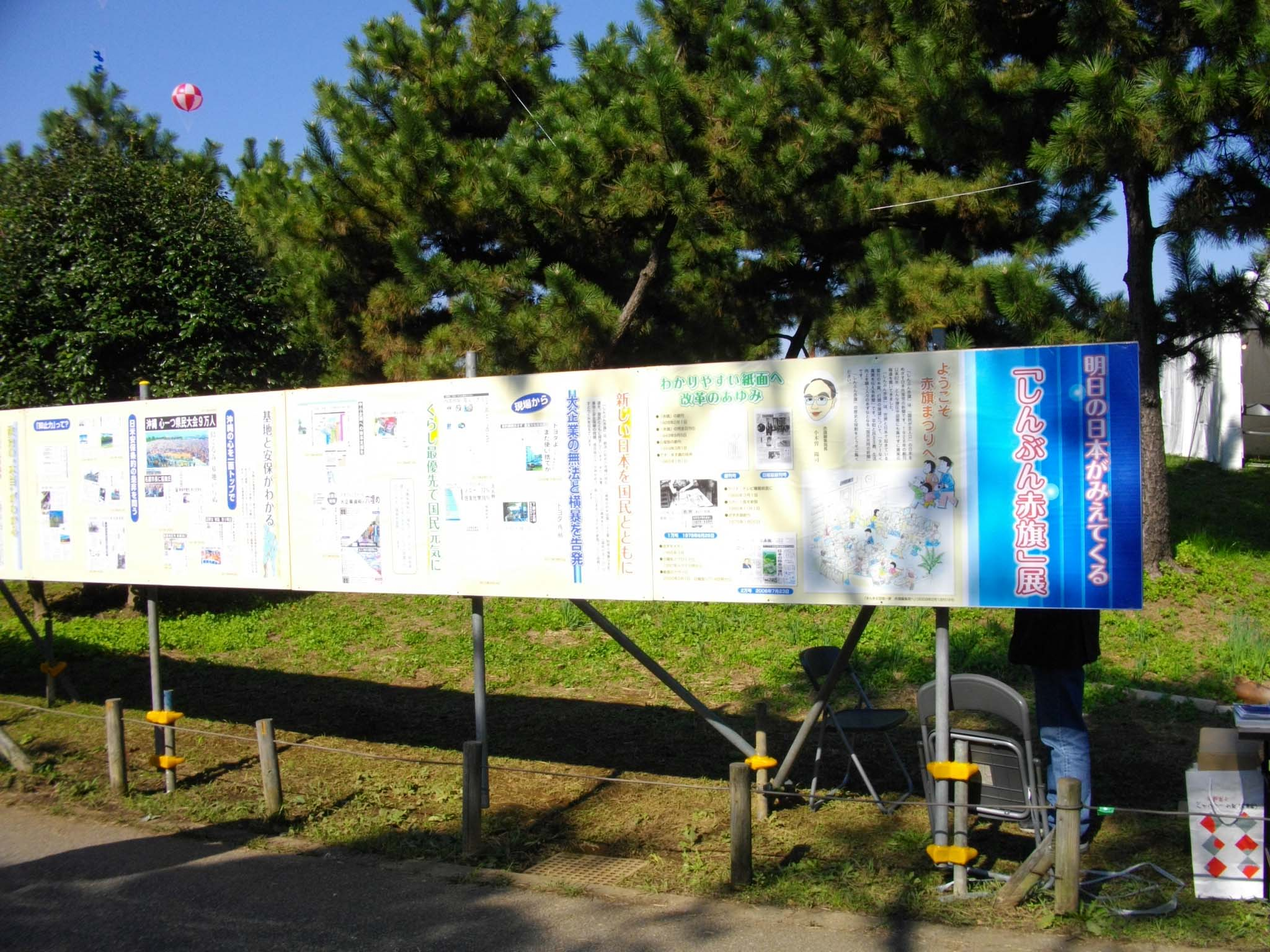
しんぶん赤旗展（ゆうかり通り、第40回、2010年11月6日）
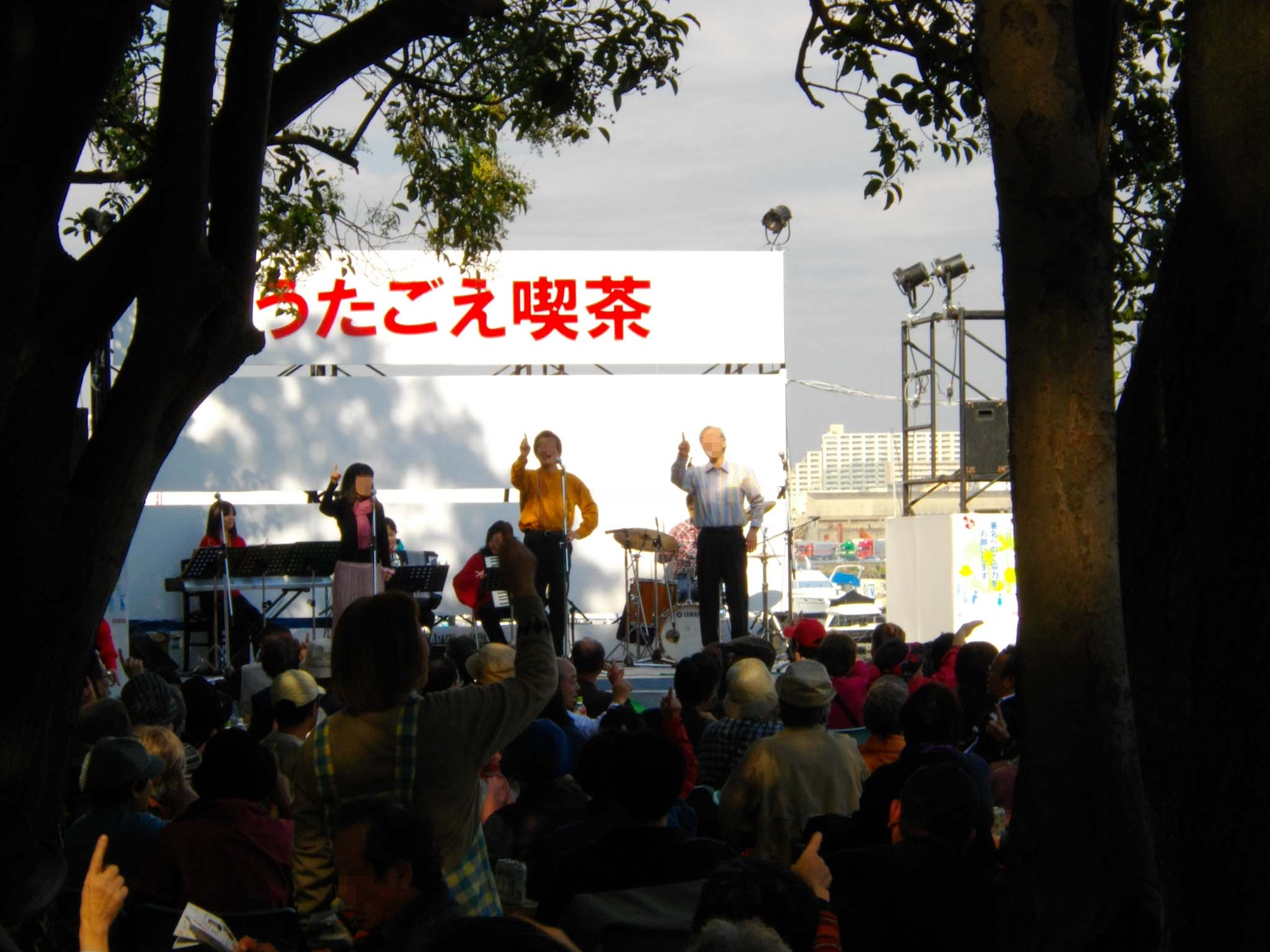
うたごえ喫茶（公園北部、第40回、2010年11月6日）
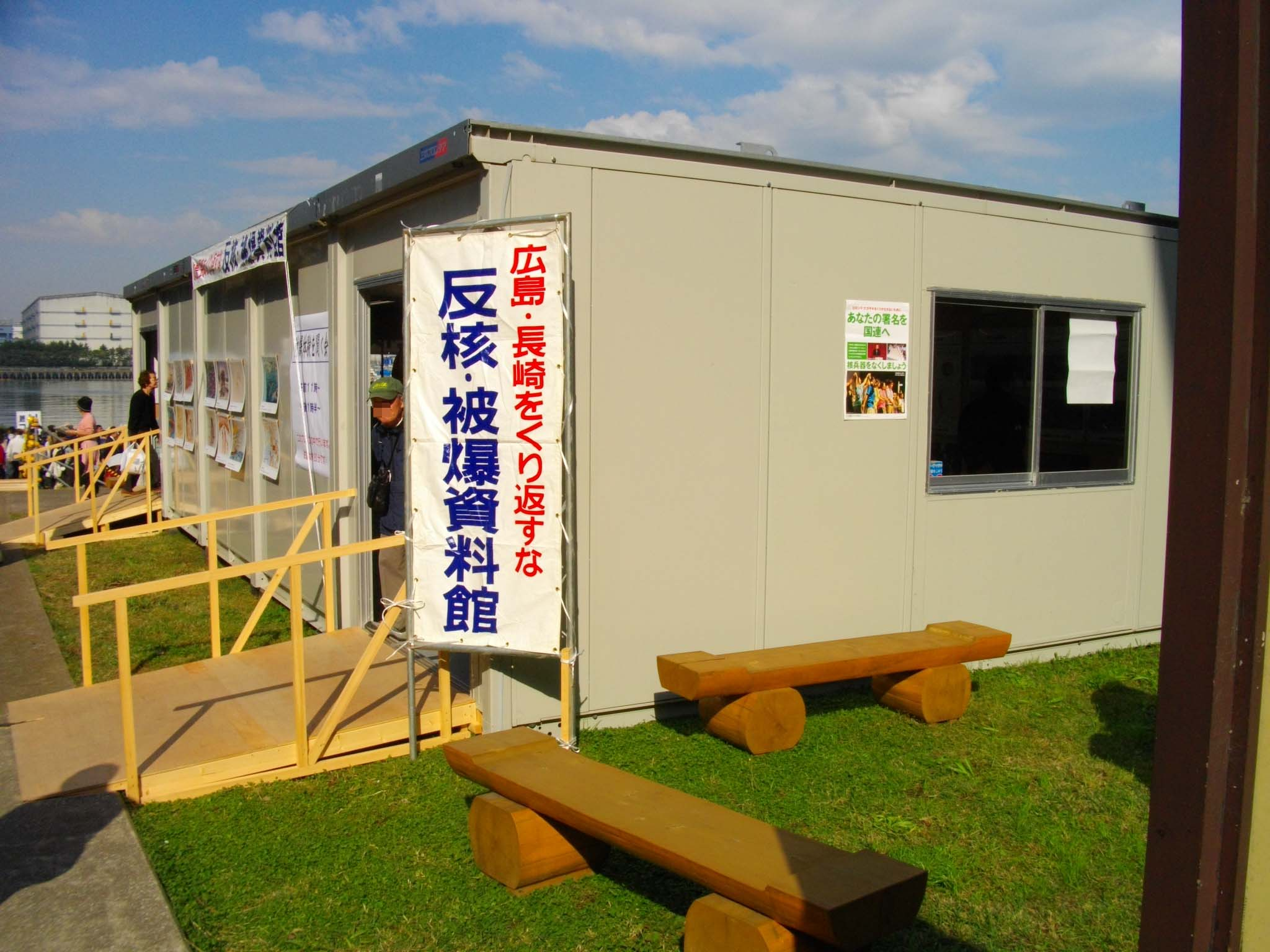
反核・被爆資料館（かもめ橋通り付近、第40回、2010年11月6日）
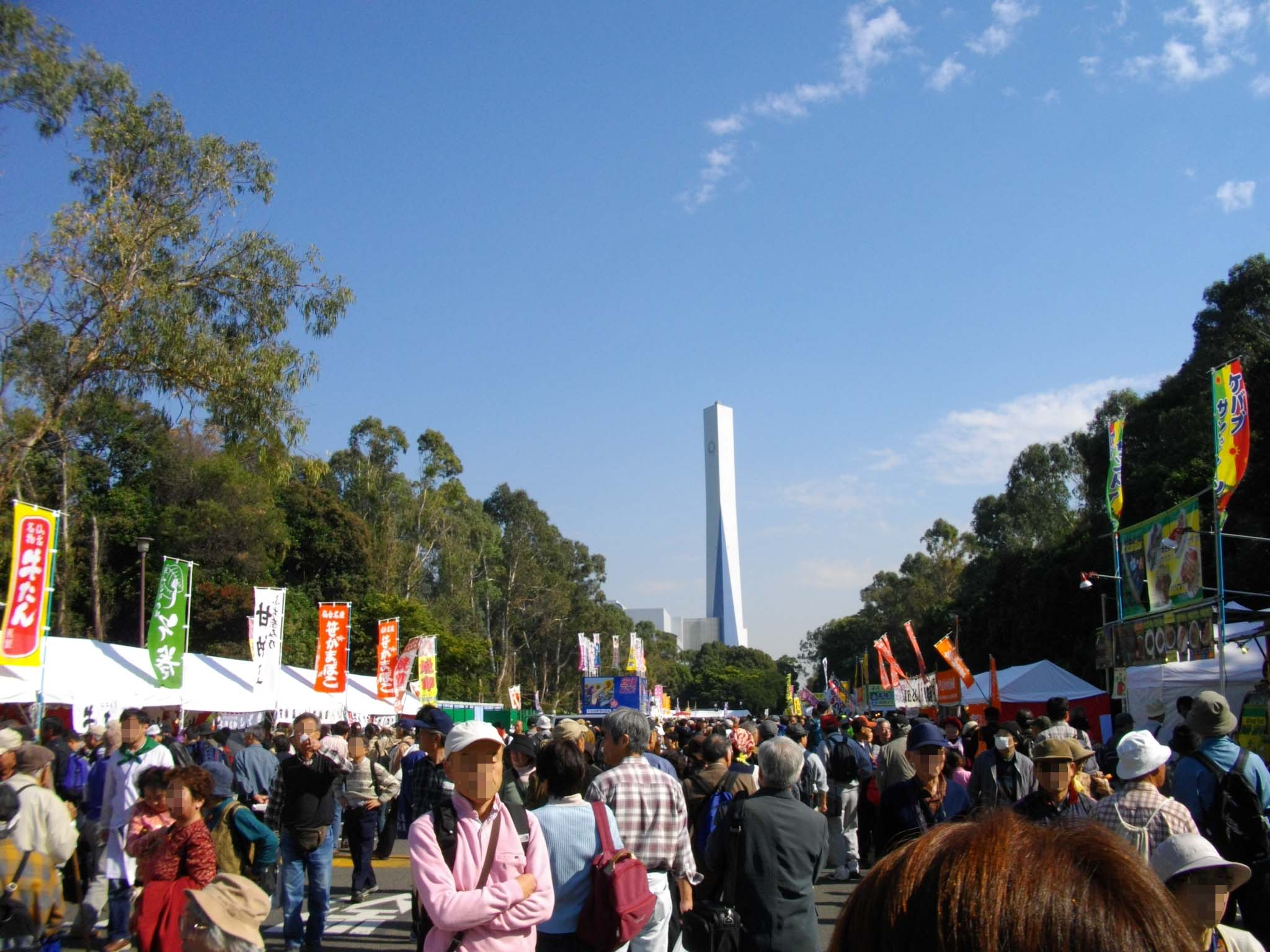
南物産店街（公園南部、第40回、2010年11月6日）
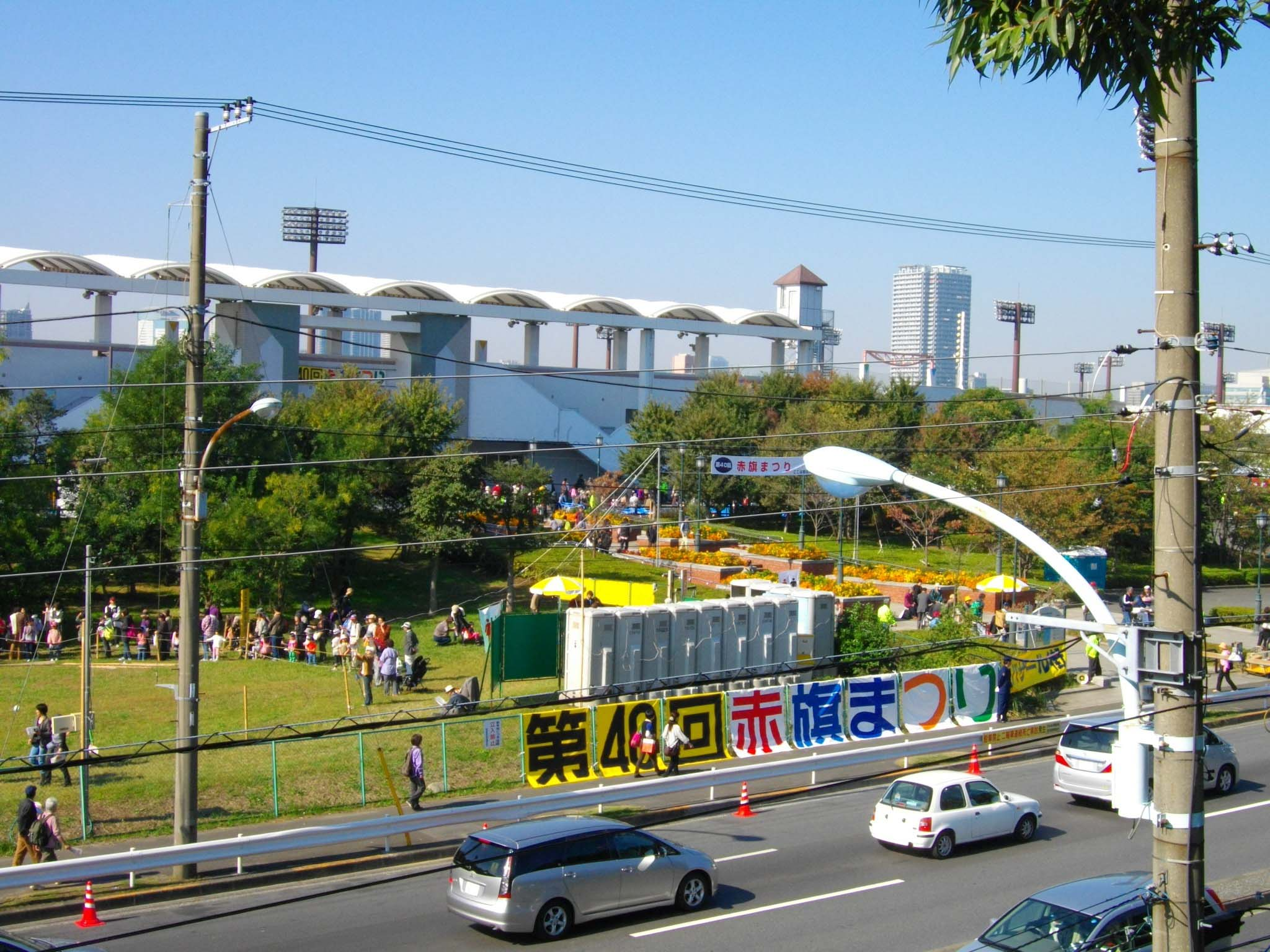
競技場南口受付（競技場南口、第40回、2010年11月6日）

## 歴史
第1回アカハタ祭り（「しんぶん赤旗」の旧称「アカハタ」より）は、1959年（昭和34年）11月8日に、浜離宮恩賜庭園（東京都港区）で開催された。その後、回を重ねるなかで日程も長くなり、場所も多摩湖畔（東京都東大和市）や調布飛行場跡地（東京都調布市）など郊外の大規模会場で開催されるようになった。近年は2-3日間開催であるが、4日間開催されたこともあった。
また、1985年（昭和60年）には大阪府堺市の大泉緑地で開催された（今後各地を巡回することが報道されたが、この後は東京または近郊での開催のみに落ち着いている）。1988年（昭和63年）には、昭和天皇が病で多数のイベントが「自粛」される中で開催された（この開催は右翼団体による反発も強くするものであった）。1992年（平成4年）から夢の島公園（東京都江東区）開催が定着している。近年は、国政選挙が予想される場合には、延期されることがある。

### 第41回
- 開催日　2014年（平成26年）11月1日、2日、3日
- 会場　夢の島公園（東京都江東区夢の島）

#### 主な催し物
- 党関係の展示・コーナー
  - 日本共産党展、しんぶん赤旗展、無料法律相談、反核・被爆資料館、憲法・消費税・基地・原発ゼロ・「慰安婦」展、「一点共闘」テント村
- 幹部会委員長志位和夫の演説
- 書記局長山下芳生と池田香代子の対談
- 社会科学研究所長不破哲三の講座
- コンサート（中央舞台）
  - 荒馬座（太鼓）
  - 二期会マイスタージンガー
  - 古謝美佐子
  - 八代亜紀
  - 中川美保
  - 国本武春
  - きたがわてつ
  - 原田直之
  - ソウル・フラワー・ユニオン

### 第40回
- 開催日　2010年（平成22年）11月6日、7日
- 会場　夢の島公園（東京都江東区夢の島）

#### 主な催し物
- 党関係の展示・コーナー
  - 日本共産党展、しんぶん赤旗展、無料法律相談、反核・被爆資料館、憲法改悪反対、消費税増税反対、基地強化反対コーナー
- 幹部会委員長志位和夫の演説
- 書記局長市田忠義とあさのあつこの対談
- 社会科学研究所長不破哲三の講座
- コンサート（中央舞台）
  - 荒馬座（太鼓）
  - 二期会マイスタージンガー
  - ペギー葉山
  - 原田直之
  - 寺井尚子
  - 普天間かおり

### 第39回
- 開催日　2006年（平成18年）11月3日、4日、5日
- 会場　夢の島公園（東京都江東区夢の島）
- 料金（参加券）
※小学生以下及び障害者は無料。
  - 一般券
    - 前売2300円　当日券2500円

  - 割引券（中学生、高校生、学生、70歳以上）
    - 前売1500円　当日券1700円

#### 主な催し物
- 党関係の展示・コーナー
  - 日本共産党展、しんぶん赤旗展、無料法律相談、反核・被爆資料館、憲法改悪反対、消費税増税反対、基地強化反対コーナー
- ハンセン病問題交流コーナー
- 幹部会委員長志位和夫の演説
- 書記局長市田忠義と海老名香葉子の対談
- 社会科学研究所長不破哲三の講座
- 「赤旗記者は語る」
- コンサート
  - きたがわてつ（シンガー・ソングライター）
  - サム・トゥッ・ソリ（日韓文化交流特別バンド）
  - 半田美和子（ソプラノ）
  - グルーポチェベレ（サルサ）
  - 高橋竹童（津軽三味線）
  - タイムファイブ（コーラス）
  - ソウル・フラワー・ユニオン
  - 普天間かおり
  - 国本武春（浪曲師）
  - 中川美保（クラシック・サクソフォン）
  - デューク・エイセス＆しゅうさえこ（コーラス）
  - うたごえ合唱団

- 「青空寄席」
  - 入船亭扇橋
  - 柳家小三治
  - 林家正雀　他
- 囲碁：女流本因坊矢代久美子対女流名人青木喜久代
- 将棋：女流王将千葉涼子対女流名人矢内理絵子
- 連珠
- アート展（著名な出品者）
  - 絵画：永井潔、宮本和郎
  - 書：山内撼涛、ねなしかづら
  - 写真：石川文洋、桑原史成
  - 漫画：オダシゲ（まんまる団地）、やくみつる
- 色紙展（著名な出品者）
  - 愛川欽也、いまむらいづみ、永六輔、海老名香葉子、大林宣彦、岡部伊都子（エッセイスト）、小沢昭一
- 「大書籍市」（新日本出版社など）
  - サイン会：品川正治（経済同友会終身幹事）、白簱史朗（山岳写真家）、葛西映子（ドボン&ウズ・メメス）、志位和夫、不破哲三他
- 物産模擬店、産直（農民連地方組織など）、野点、スポーツ広場（ビームライフル、フットサル、アーチェリーなど）

### 一覧
第31回までは、主に『日本共産党の七十年 上・下・党史年表』（新日本出版社、1994年/平成6年）の関連記述による。会場の欄で都道府県名のない市区町村はいずれも東京都。
| 回次   | 開催日                        | 会場                               | 参加者数   | 備考                                                                              |
| ------ | ----------------------------- | ---------------------------------- | ---------- | --------------------------------------------------------------------------------- |
| 第1回  | 1959年（昭和34年）11月8日     | 浜離宮恩賜庭園（港区）             | 2万人      |                                                                                   |
| 第2回  | 1960年（昭和35年）10月2日     | 武蔵野市                           | 3万人      |                                                                                   |
| 第3回  | 1961年（昭和36年）11月5日     | 浜離宮恩賜庭園（港区）             | 4万人      |                                                                                   |
| 第4回  | 1962年（昭和37年）11月11日    | 多摩湖畔（現・東大和市・東村山市） | 5万人      |                                                                                   |
| 第5回  | 1963年（昭和38年）10月20日    | 多摩湖畔（現・東大和市・東村山市） | 6万人      |                                                                                   |
| 第6回  | 1964年（昭和39年）9月27日     | 多摩湖畔（現・東大和市・東村山市） | 6万人      |                                                                                   |
| 第7回  | 1965年（昭和40年）10月17日    | 多摩湖畔（現・東大和市・東村山市） | 8万人      | 書記長宮本顕治、インドネシア共産党への弾圧を糾弾                                  |
| 第8回  | 1966年（昭和41年）10月9日     | 多摩湖畔（現・東大和市・東村山市） | 8万人      | この回より「アカハタ祭り」から 「赤旗まつり」に改称                               |
| 第9回  | 1967年（昭和42年）10月8日     | 多摩湖畔（現・東大和市・東村山市） | 8万人      | いわゆる羽田闘争と同じ日で、この開催により 新左翼は日本共産党への不信感を募らせた |
| 第10回 | 1968年（昭和43年）10月27日    | 多摩湖畔（現・東大和市・東村山市） | 6万人      |                                                                                   |
| 第11回 | 1969年（昭和44年）10月5日     | 代々木公園（渋谷区）               | 10万人     |                                                                                   |
| 第12回 | 1970年（昭和45年）11月1日     | 多摩湖畔（東大和市・東村山市）     | 8万人      |                                                                                   |
| 第13回 | 1971年（昭和46年）10月31日    | 多摩湖畔（東大和市・東村山市）     | 8万人      | 幹部会委員上田耕一郎、ニクソン訪中歓迎論を批判                                    |
| 第14回 | 1972年（昭和47年）9月23-24日  | 多摩湖畔（東大和市・東村山市）     | 13万人     |                                                                                   |
| 第15回 | 1973年（昭和48年）9月23-24日  | 多摩湖畔（東大和市・東村山市）     | 十数万人   |                                                                                   |
| 第16回 | 1974年（昭和49年）9月22-23日  | 多摩湖畔（東大和市・東村山市）     | 10万人     |                                                                                   |
| 第17回 | 1975年（昭和50年）10月10-11日 | 多摩湖畔（東大和市・東村山市）     | 12万人     |                                                                                   |
| 第18回 | 1976年（昭和51年）10月9-11日  | 調布飛行場跡地（調布市）           | 27万人     |                                                                                   |
| 第19回 | 1977年（昭和52年）10月8-10日  | 調布飛行場跡地（調布市）           | 27万人     |                                                                                   |
| 第20回 | 1979年（昭和54年）6月2-3日    | 調布飛行場跡地（調布市）           | 20万人     |                                                                                   |
| 第21回 | 1980年（昭和55年）4月5-6日    | 調布飛行場跡地（調布市）           | 15万人     |                                                                                   |
| 第22回 | 1981年（昭和56年）5月3-5日    | 調布飛行場跡地（調布市）           | 23万人     |                                                                                   |
| 第23回 | 1982年（昭和57年）5月2-5日    | 光が丘公園（練馬区）               | 27万人     |                                                                                   |
| 第24回 | 1983年（昭和58年）10月8-10日  | 夢の島公園（江東区）               | 20万人     |                                                                                   |
| 第25回 | 1984年（昭和59年）5月3-6日    | 調布飛行場跡地（調布市）           | 30万人     |                                                                                   |
| 第26回 | 1985年（昭和60年）5月3-4日    | 大泉緑地（大阪府堺市）             | 24万人     |                                                                                   |
| 第27回 | 1986年（昭和61年）5月3-5日    | 調布飛行場跡地（調布市）           | 20万人以上 |                                                                                   |
| 第28回 | 1987年（昭和62年）10月9-11日  | 調布飛行場跡地（調布市）           | 20万人     | 党創立65周年記念、スタニスラフ・ブーニン出演                                      |
| 第29回 | 1988年（昭和63年）10月8-10日  | 青海緑道公園（江東区）             | 20万人     |                                                                                   |
| 第30回 | 1990年（平成2年）5月3-5日     | 東京湾埋立7号地（辰巳）（江東区）  | 20万人     | 社会主義崩壊論、体制選択論を批判                                                  |
| 第31回 | 1991年（平成3年）11月2-4日    | 米軍立川航空基地跡地（立川市）     | 24万人     |                                                                                   |
| 第32回 | 1992年（平成4年）11月         | 夢の島公園（江東区）               |            |                                                                                   |
| 第33回 | 1994年（平成6年）5月          | 夢の島公園（江東区）               |            |                                                                                   |
| 第34回 | 1995年（平成7年）11月         | 夢の島公園（江東区）               |            |                                                                                   |
| 第35回 | 1997年（平成9年）11月1-3日    | 夢の島公園（江東区）               |            |                                                                                   |
| 第36回 | 1998年（平成10年）11月        | 夢の島公園（江東区）               |            |                                                                                   |
| 第37回 | 2001年（平成13年）11月2-4日   | 夢の島公園（江東区）               | 20万人     |                                                                                   |
| 第38回 | 2002年（平成14年）11月2-4日   | 夢の島公園（江東区）               | 20万人     | 党創立80周年記念                                                                  |
| 第39回 | 2006年（平成18年）11月3-5日   | 夢の島公園（江東区）               | 20万人     | ソウル・フラワー・ユニオン出演                                                    |
| 第40回 | 2010年（平成22年）11月9-10日  | 夢の島公園（江東区）               | 10万人以上 | ペギー葉山出演                                                                    |
| 第41回 | 2014年（平成26年）11月1-3日   | 夢の島公園（江東区）               | 15万人     | 八代亜紀出演                                                                      |